# پدرنیو
پدرنیو (به ایتالیایی: Pedrengo) یک کومونه در ایتالیا است که در استان برگامو واقع شده‌است.

## خصوصیات
پدرنیو ۳٫۶ کیلومترمربع مساحت و ۵٬۳۲۱ نفر جمعیت دارد و ۲۶۲ متر بالاتر از سطح دریا واقع شده‌است.